# Steffanolampus salicetum
Steffanolampus salicetum is een vliesvleugelig insect uit de familie Perilampidae. De wetenschappelijke naam is voor het eerst geldig gepubliceerd in 1952 door Steffan.